# Ranville-Breuillaud
Ranville-Breuillaud is een gemeente in het Franse departement Charente (regio Nouvelle-Aquitaine) en telt 178 inwoners (1999). De plaats maakt deel uit van het arrondissement Confolens.

## Geografie
De oppervlakte van Ranville-Breuillaud bedraagt 12,9 km², de bevolkingsdichtheid is 13,8 inwoners per km².
De onderstaande kaart toont de ligging van Ranville-Breuillaud met de belangrijkste infrastructuur en aangrenzende gemeenten.

## Demografie
Onderstaande figuur toont het verloop van het inwonertal (bron: INSEE-tellingen).